# Fønsskov
Fønsskov är en halvö på ön Fyn i Danmark.   Den ligger i Middelfarts kommun i Region Syddanmark, i den centrala delen av landet, 180 km väster om Köpenhamn. På dess västra sida ligger Lilla Bält, på dess östra sida viken Gamborgsfjorden.